# Plomin Luka
Plomin Luka – wieś w Chorwacji, w żupanii istryjskiej, w gminie Kršan. W 2011 roku liczyła 173 mieszkańców.